# Leptocyclopodia submacrura
Leptocyclopodia submacrura är en tvåvingeart som beskrevs av Maa 1975. Leptocyclopodia submacrura ingår i släktet Leptocyclopodia och familjen lusflugor. Inga underarter finns listade i Catalogue of Life.